# Laghu
Pour les articles homonymes, voir Laghu (homonymie).

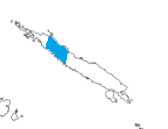
Territoire de l'île de Santa Isabel, où la langue laghu était autrefois répandue

Le laghu (ou katova ou lagu) est une des langues de Nouvelle-Irlande presque éteinte (parlée par 15 locuteurs en 1999 d'après le SIL), dans Santa Isabel, villages Baolo et Samasodu.